# Kantáta
A kantáta  zenekarral kísért énekszóló és kórus váltakozásából alakuló többszakaszos kompozíció. 
Eredetileg a szonáta ellentéte: az hangszeres, míg a kantáta énekes kompozíciót jelentett. A 17. században és a 18. század közepéig kantáta néven az opera mellett a világi szólóének legfontosabb műfaja Itáliában, a 18. században a német evangélikus egyházi zene fő műfaja, a 19. század óta lírai szövegű, nagyobb vokális mű szólóénekre, kórusra és hangszerekre.

## A szó eredete
A latin és olasz cantare, magyarul énekelni szóból ered.

## Fejlődése
A kantáta együtt fejlődött az opera műfajjal. A század első évtizedének kezdeményezései a vokális kamarazene kereteit is kibővítették. A nagyobb terjedelmű hangszer- (basso continuo-) kíséretes szólóénekek elnevezésére az 1620-as évektől kezdték alkalmazni a cantata szót. Itáliai virágzását követően a 17. századtól kezdve használatos műfaj.
Műfaja véglegesen a velencei és nápolyi iskola gyakorlatában alakult ki. Kezdetben az operával közös jellemzőjük a basso continuóra támaszkodó recitáló és áriaszerű ének.
Első virágzásának színhelye Itália.
Nevezetes korai művelői Grandi, Rossi, Carissimi, Stradella, Cavalli, Cesti, Bononcini, a 17. század első felében: Lotti, Caldara, Marcello, Vivaldi, Hasse, A. Scarlatti, Pergolesi, Campra, Rameau stb.
Németországban különösen az egyházi kantáta vett hatalmas fejlődést. 
Ez jelenti a második virágkort. A két nagy mester, Schütz és Bach kantátái a protestáns istentisztelet szerves részei lettek. Tetőpontját Bach zenéjében érte el.
Az angol kantáta-motettnek, az anthem-nek jelentős művelője Purcell és Händel. A 19. században a kantáta veszített jelentőségéből. Modern szerzői: Berlioz, Weber, Schumann, Brahms, Grieg, Debussy, Bartók.